# Џунипер Перлис
Џунипер Перлис (енгл. Juniper Perlis; 1974) је америчка уметница која се бави перформансом, видео артом и инсталацијама.
Њени радови се углавном базирају на искуству њеног живота и дотичу се најприватнијих детаља. Џунипер Перлис је изводила перформансе у Европи и Америци, а наступала је и у оквиру програма В. И. П. Арт Галерије Студентског културног центра Београда на Априлским Сусретима 2008. као и у Музеју савремене уметности Војводине исте године. Српска уметница Тања Остојић уз одобрење Џунипер Перлис је реизвела њен перформанс „Clothes 1“.